# Evertje Schouten

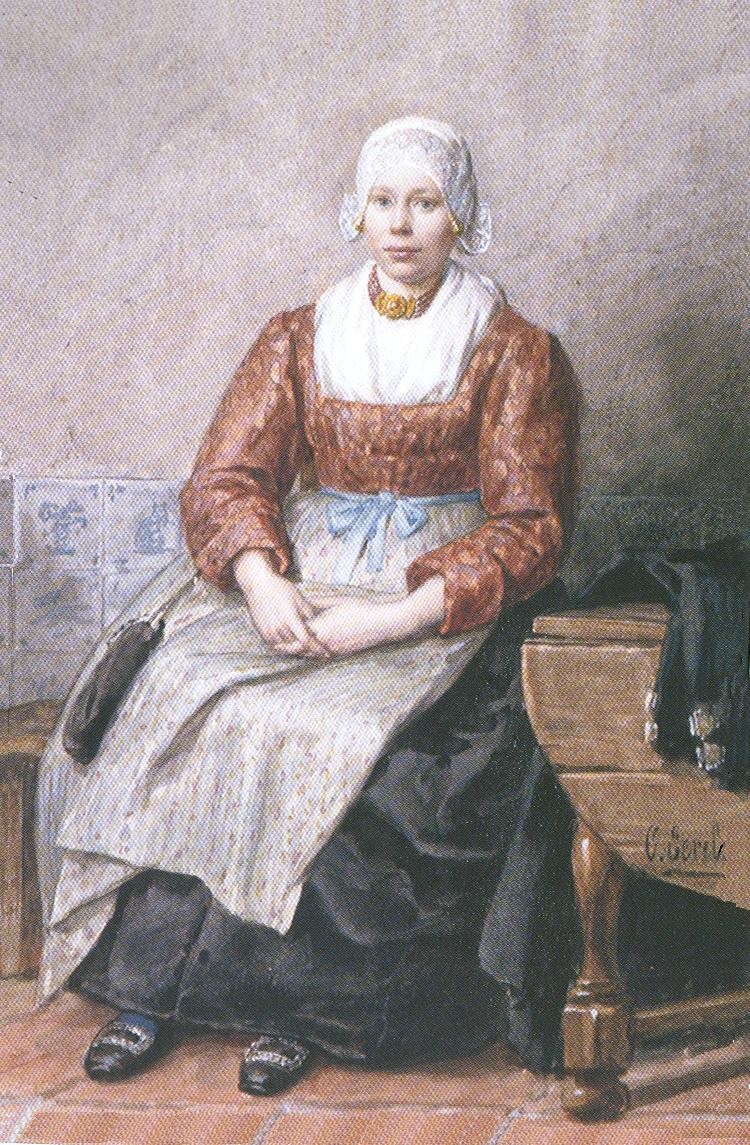
Evertje Schouten, portret door Otto Eerelman in de Koninklijke Verzameling

Evertjen Schouten (Uddel, 1 december 1852 – Apeldoorn, 28 februari 1945), in de wandeling Evertje genoemd, was de tweede min of voedster van de pasgeboren prinses Wilhelmina. Zij was de dochter van Hendrik Schouten en Gerritje Bast. Op 20 februari 1875 was ze in Apeldoorn getrouwd met de 23-jarige Reijer van der Zande, later de hoofdkoetsier van koningin Emma.
Het was ondenkbaar dat koningin Emma haar dochter zelf zou stillen. De eerste voedster, 'Vrouw Oskam' beviel slecht omdat zij de pasgeboren prinses tutoyeerde en de prinses te weinig in gewicht aankwam.
Toen een hoffunctionaris op de markt in Elspeet de blozende en gezond ogende Evertje met haar pasgeboren kind op de arm zag lopen, zou hij koningin Emma op de mogelijke vervangster attent hebben gemaakt. Een andere lezing is dat een zwager van Ludolph van Bronkhorst, de intendant van Paleis Het Loo, zijn schoonzoon opdracht zou hebben gegeven om uit kijken naar een geschikte min. Die werd gevonden toen Evertje een doopjurk voor haar in oktober 1880 geboren vierde kind Gerretje kwam kopen. De koningin heeft, uit angst voor de 'onfrisheid' van bij arme mensen genaaide kleren, snel een complete nieuwe garderobe voor Evertje laten vervaardigen. Men was aan het hof erg bang voor besmettelijke ziekten.
Jonkvrouwe Henriëtte van de Poll schreef in een brief dat de oude min 'in tranen heengezonden was' en dat de zuigeling gulzig dronk bij de nieuwe voedster. Na afloop heeft het prinsesje 'heel vriendelijk tegen de min gelachen'.
Evertje Schouten heeft de prinses twee jaar gezoogd en ontving daarvoor 60 gulden in de maand en kost en inwoning. Zij maakte ook de reizen mee van het koninklijk paar, onder andere naar Arolsen, de geboorteplaats van koningin Emma. Gedurende elf maanden heeft de min haar eigen gezin niet mogen zien. Een schoonzus nam de borstvoeding van Evertje over, moedermelk die met koemelk werd aangevuld.
Voor zover moedermelk een invloed op het karakter van de zuigeling heeft - in de 19e eeuw was deze gedachte nog wijdverbreid - kon, zo blijkt uit het portret dat Otto Eerelman van de min maakte, een "Hollandser" en rechtschapener minnemoeder niet worden gevonden.
In het boek Ten Paleize van J.J.H. Martijn wordt beschreven hoe de koningin in de jaren vlak vóór de Eerste Wereldoorlog gewoon was om haar 'minnemoeder' te voet en onaangekondigd te bezoeken. De koningin had voor haar min een 'nette en ruime boerderij', de 'modelboerderij' laten bouwen aan de huidige Zwolseweg. Het tweetal dronk dan thee of koffie in de keuken van de boerderij. Een van haar dochters, eveneens Evertje van der Zande geheten, werd door Wilhelmina als kamermeisje van prinses Juliana aangenomen.
Evertje Schouten heeft tot haar dood in de boerderij gewoond. Zij werd vroeg weduwe en heeft daar haar negen kinderen grootgebracht. In 1938 kwam een hofdame Evertje Schouten halen om op Paleis Soestdijk de pasgeboren prinses Beatrix te zien.
Het portret van Evertje Schouten hangt op Paleis Het Loo in de speelkamer van prinses Wilhelmina.